# مطار نانتشانغ تشانغبى الدولي
مطار نانتشانغ تشانغبى الدولي (بالإنجليزية: Nanchang Changbei International Airport) (إياتا: KHN، إيكاو: ZSCN) يقع في مدينة نانتشانغ في جمهورية الصين الشعبية. صنف مطار نانتشانغ تشانغبى الدولي في المرتبة الحادية والثلاثون في الصين من حيث عدد الركاب عام 2011 وفقًا لإدارة الطيران المدني في الصين، حيث تعامل مع 5,347,853 راكب، وبلغ إجمالي حركة الطائرات (القادمة والمغادرة) 50,177 طائرة وقد بلغت كمية البضائع المنقولة عبر المطار 34,331 طن.

## شركات الطيران والوجهات

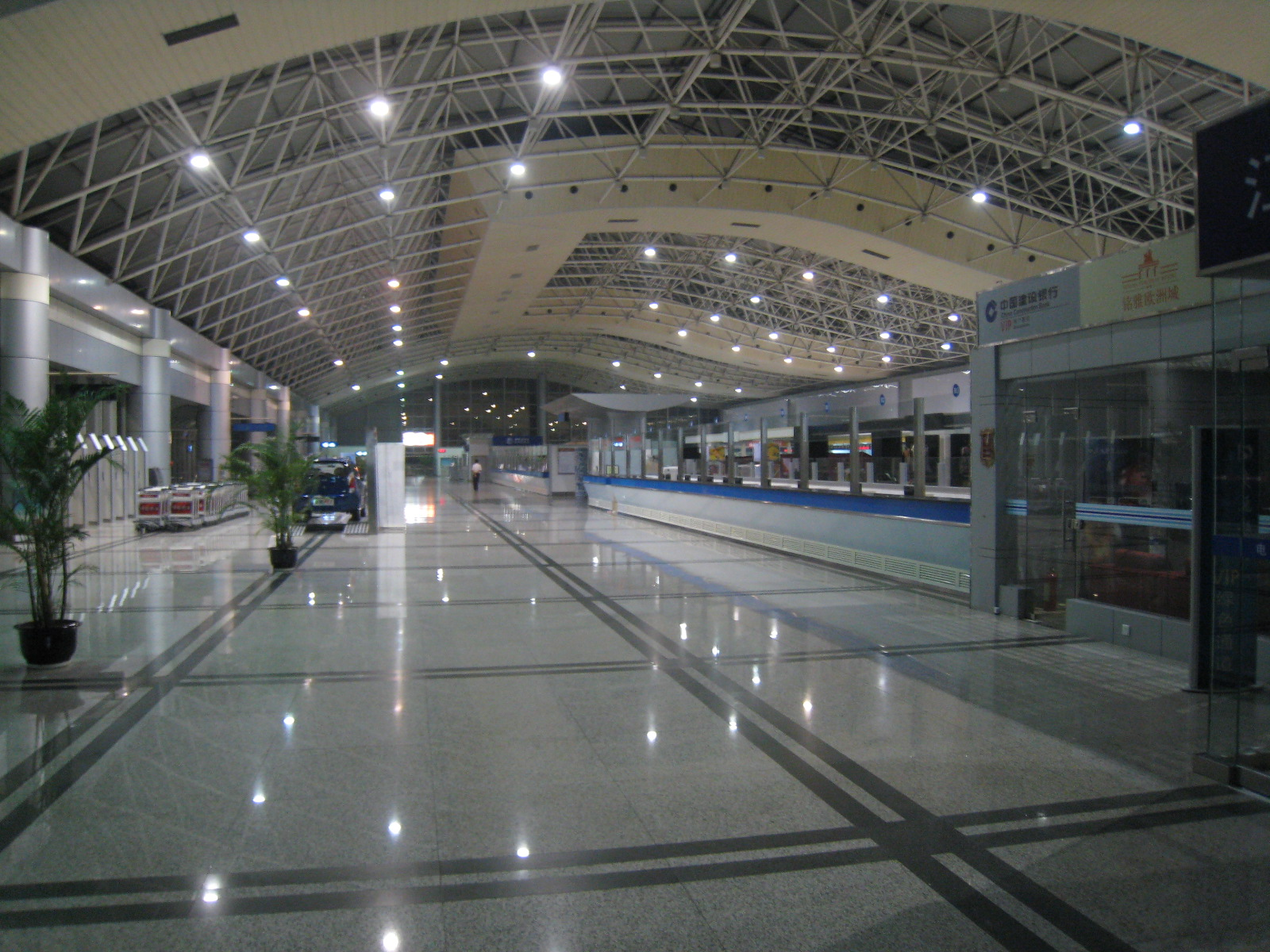
الصالة الرئيسية

| شركـات طيـران             | الوجهات |
| ------------------------- | --- |
| طيران الصين               | مطار بكين العاصمة الدولي، مطار بكين داشينغ الدولي، مطار تشنغدو شوانغليو الدولي، مطار جينغديو الجديد، مطار تشونغتشينغ جيانغبى الدولي، مطار هوهوت بايتا الدولي |
| Air Travel ‏               | مطار كونمينغ جانغشوي الدولي، مطار لانتشو تشونغ تشوان، مطار ساني ليجيانغ |
| خطوط العاصمة بكين الجوية  | مطار هايكو ميلان الدولي، مطار ساني ليجيانغ، مطار غينغادو جياودونغ الدولي، مطار سانيا فينيكس الدولية |
| Chengdu Airlines          | مطار قوييانغ لونغدونغابو الدولي، مطار نانينغ الدولي، مطار يانتاي جاوشوي الدولي |
| خطوط شرق الصين الجوية     | مطار بكين داشينغ الدولي، مطار جينغديو الجديد، مطار داليان الدولي، مطار إينشي شوجيابينغ، مطار قوانغتشو باييون الدولي، مطار هايكو ميلان الدولي، مطار هاربين الدولي، مطار هوهوت بايتا الدولي، مطار جينان الدولي، مطار كونمينغ جانغشوي الدولي، مطار لانتشو تشونغ تشوان، مطار نانينغ الدولي (begins 15 July 2023)، مطار اوردوس إيجين هورو، مطار غينغادو جياودونغ الدولي، مطار شانغهاي هونغكياو الدولي، مطار شانغهاي بودنغ الدولي، مطار شنيانغ الدولي، مطار شينزين باوان الدولي، مطار تاييوان وسو الدولي، مطار شيان شيانيانغ الدولي، مطار شانغينغ ليوجي، مطار شينينغ الدولي، مطار شيشوانغباننا غاسا، مطار نانيانغ يانتشنغ، مطار يانتاي جاوشوي الدولي، مطار ينتشوان خه دونغ، Zhanjiang |
| طيران الصين اكسبرس        | مطار باوتو يرليبان |
| خطوط جنوب الصين الجوية    | مطار داليان الدولي، مطار قوانغتشو باييون الدولي، مطار نانينغ الدولي، مطار أورومتشي الدولي، مطار شينينغ الدولي |
| Chongqing Airlines        | مطار تشانغتشون الدولي، مطار تشونغتشينغ جيانغبى الدولي |
| Colorful Guizhou Airlines | مطار رينهواي ماوتاي |
| Donghai Airlines          | مطار هايكو ميلان الدولي، مطار نانتونغ شينغ دونغ |
| طيران جي إكس              | مطار ييتشانغ سانشيا |
| خطوط هاينان الجوية        | مطار بكين العاصمة الدولي، مطار داليان الدولي، Dazhou، مطار هايكو ميلان الدولي، مطار هوهوت بايتا الدولي، مطار ميانيانغ نانيجو، مطار نانينغ الدولي، مطار سانيا فينيكس الدولية، مطار تيانجين الدولي، مطار شيان شيانيانغ الدولي |
| Hebei Airlines            | مطار سانيا فينيكس الدولية، مطار شيجياتشوانغ تشنغدينغ الدولي |
| Jiangxi Air               | مطار فوتشنغ بيهاي، مطار جينغديو الجديد، مطار تشونغتشينغ جيانغبى الدولي، مطار قوييانغ لونغدونغابو الدولي، مطار هايكو ميلان الدولي، مطار هايلار دونغشان، مطار هاربين الدولي، مطار هوهوت بايتا الدولي، مطار هونغ كونغ الدولي، مطار هوايان ليانشوي، مطار جينان الدولي، مطار لينفين غيوالي، مطار لويانغ الدولي، مطار لوئهو يونلونغ، مطار نانجينغ الدولي، مطار نانيانغ جيانغ يينغ، مطا ريتشيو، مطار شنيانغ الدولي، مطار تاييوان وسو الدولي، مطار تيانجين الدولي، مطار أورومتشي الدولي، مطار شيامن قاوتشي الدولي، مطار شيان شيانيانغ الدولي، مطار سوزهو جوانين، مطار تشنغتشو الدولي، مطار تشوهاى سانزو، مطار زوني شينزهو                                                               |
| خطوط جونياو الجوية        | مطار ساني ليجيانغ، مطار غينغادو جياودونغ الدولي |
| Kunming Airlines          | مطار كونمينغ جانغشوي الدولي |
| خطوط لاكي الجوية          | مطار دالي، مطار كونمينغ جانغشوي الدولي، مطار شيشوانغباننا غاسا |
| خطوط طيران أوكاي          | مطار شيان شيانيانغ الدولي، مطار تشوهاى سانزو |
| OTT Airlines              | مطار فوتشنغ بيهاي، مطار تشانغتشون الدولي، مطار قويلين يانغ جيانغ الدولي، مطار هوهوت بايتا الدولي، مطار جييانغ شاوشان، Lianyungang، مطار لويانغ الدولي، مطار اوردوس إيجين هورو، مطار شانغهاي بودنغ الدولي |
| Qingdao Airlines          | مطار هايكو ميلان الدولي، مطار لانتشو تشونغ تشوان، مطار غينغادو جياودونغ الدولي، مطار خه هوا تشانغجياجيه |
| سكوت للطيران              | مطار شانغي سنغافورة (تستأنف 24 أغسطس 2023) |
| خطوط شاندونغ الجوية       | مطار هايكو ميلان الدولي، مطار جينان الدولي، مطار غينغادو جياودونغ الدولي، مطار تشوهاى سانزو |
| خطوط شانغهاي الجوية       | مطار ليني شوبولينغ، مطار شانغهاي هونغكياو الدولي، مطار شانغهاي بودنغ الدولي، Zhanjiang |
| خطوط شينزين الجوية        | مطار تشانغتشون الدولي، مطار جينغديو الجديد، مطار تشونغتشينغ جيانغبى الدولي، مطار داليان الدولي، مطار هايكو ميلان الدولي، مطار هاربين الدولي، مطار كونمينغ جانغشوي الدولي، مطار ليني شوبولينغ، مطار نانينغ الدولي، مطار غينغادو جياودونغ الدولي، مطار شنيانغ الدولي، مطار شينزين باوان الدولي، مطار شيجياتشوانغ تشنغدينغ الدولي، مطار تاييوان وسو الدولي، مطار تيانجين الدولي، مطار يبين واليانجي، مطار ينتشوان خه دونغ، مطار يونتشنغ قوانقونغ |
| خطوط سيتشوان الجوية       | مطار تشنغدو شوانغليو الدولي، مطار جينغديو الجديد، مطار تشونغتشينغ جيانغبى الدولي، مطار كونمينغ جانغشوي الدولي، مطار نانينغ الدولي، مطار تيانجين الدولي، مطار تشوشان بوتوشان |
| سبرينغ (شركة طيران)       | مطار دون موينغ، مطار تشانغتشون الدولي، مطار قويلين يانغ جيانغ الدولي، مطار هاربين الدولي، مطار جييانغ شاوشان، مطار لانتشو تشونغ تشوان، مطار ميانيانغ نانيجو، مطار غينغادو جياودونغ الدولي، مطار شنيانغ الدولي، مطار تاييوان وسو الدولي، مطار تيانجين الدولي، مطار شيان شيانيانغ الدولي، مطار ينتشوان خه دونغ، Zhanjiang، مطار تشوهاى سانزو |
| خطوط تيانجين الجوية       | مطار هايكو ميلان الدولي، مطار هوهوت بايتا الدولي، مطار جينينغ كوفو، مطار شيان شيانيانغ الدولي، مطار يولين يو يانغ |
| طيران التبت               | مطار لاسا الدولي، مطار ميانيانغ نانيجو |
| خطوط فيت جيت              | مطار كام رانه الدولي |
| West Air ‏                 | مطار تشونغتشينغ جيانغبى الدولي |